# ليغيموغلوبين

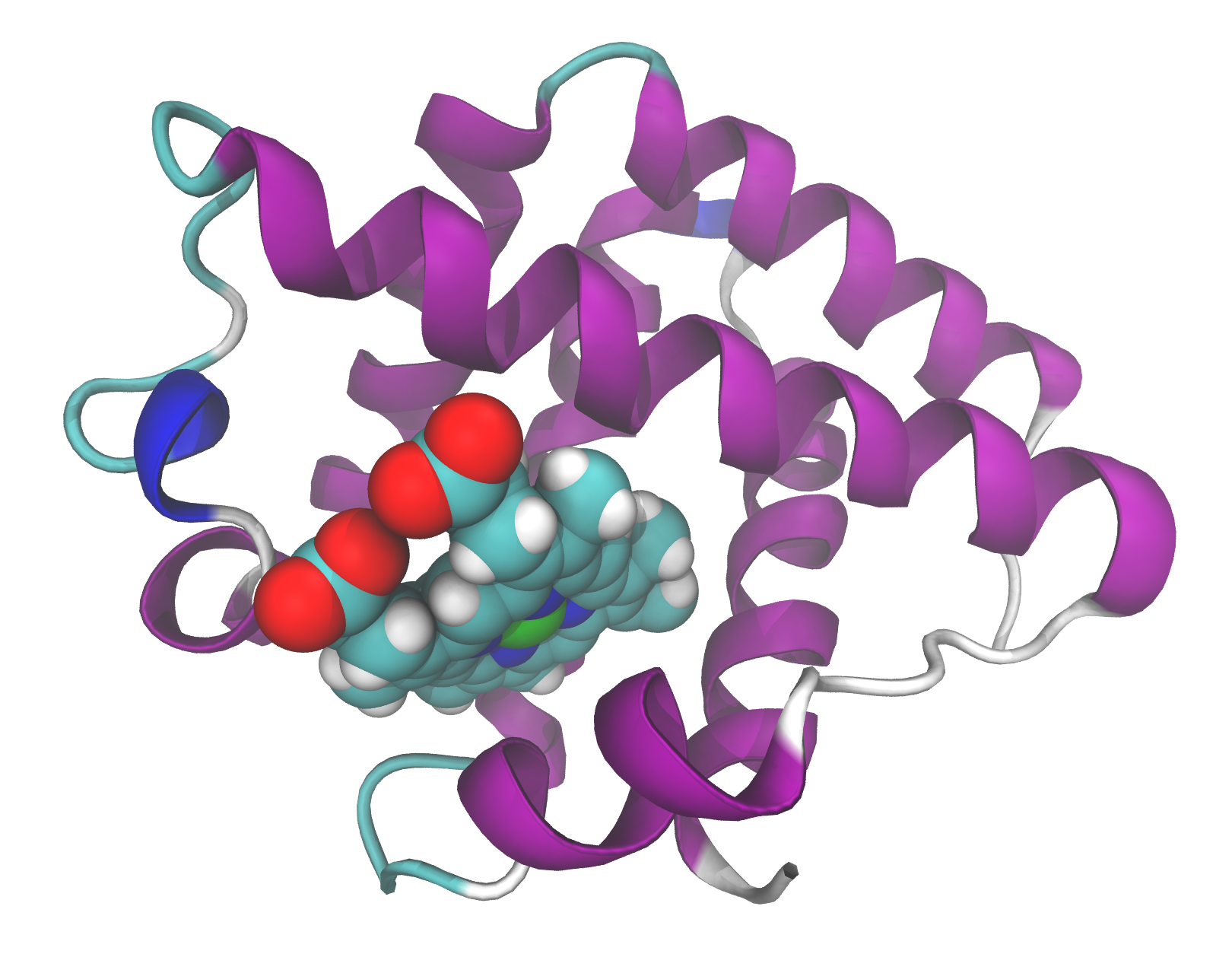
ليغيموغلوبين من فول الصويا.

ليغيموغلوبين أو ليغوغلوبين (بالإنجليزية: Leghemoglobin)‏ هو حامل للأوكسيجين أو النيتروجين، لأن النيتروجين والأوكسيجين الناتج طبيعياً يتفاعل مع هذا البروتين. تنتجه البقوليات كنتيجة لاستعمار جذورها من قبل بكتيريا مثبتة للنيتروجين، تدعى ريزوبيا، كجزء من العلاقة التعايشية بين النبات والبكتيريا: الجذور غير المستعمرة من قبل الريزوبيا لا تنتج الليغيموغلوبين. الليغيموغلوبين شبيه كيميائياً وبنيوياً بالهيموغلوبين، وهو مثله أحمر اللون. يعتقد أن الهولوبروتين (البروتين + متمم الهيم) هو ناتج عن كل من النبات والبكتيريا حيث ينتج النبات أبوبروتين (apoprotein) وتنتج البكتيريا الهيم (ذرة حديد مرتبطة بحلقة من البورفيرين). كما يوجد بعض الأدلة التي تشير إلى أن جزء الهيم ينتجه النبات أيضاً.